# استوکیومتری

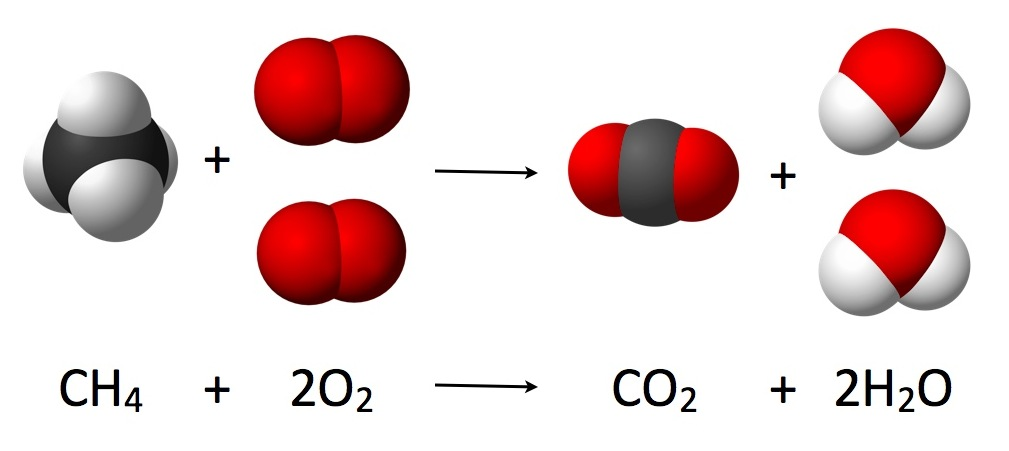

استوکیومتری (به یونانی: Stoichein metron) یا عنصرسنجی  یا قیاس‌سنجی  به معنی اندازه‌گیری عنصر، شاخه‌ای از علم شیمی شناسی است که با روابط کمّی میان عنصر ها در تشکیل مواد مرکب در واکنشهای شیمیایی سروکار دارد. استوکیومتری یک ماده مرکب بر فرمول شیمیایی آن ماده مرکب استوار است.
به عبارتی دیگر استوکیومتری در واکنش‌ها روابط بین واکنش دهنده‌ها و فرآورده‌ها می‌باشد.
استوکیومتریِ یک واکنش شیمیایی عبارت از روابط کمی میان واکنش دهنده‌ها و محصولات است.
واکنش تبدیل گاز گوگرد تری‌اکسید:
اکسیژن + گوگرد دی‌اکسید = گوگرد تری‌اکسید
mol=8molSO*1molO۲/2molSO=4molO